# EXPO REAL
 (janvier 2010).
 (avril 2019).

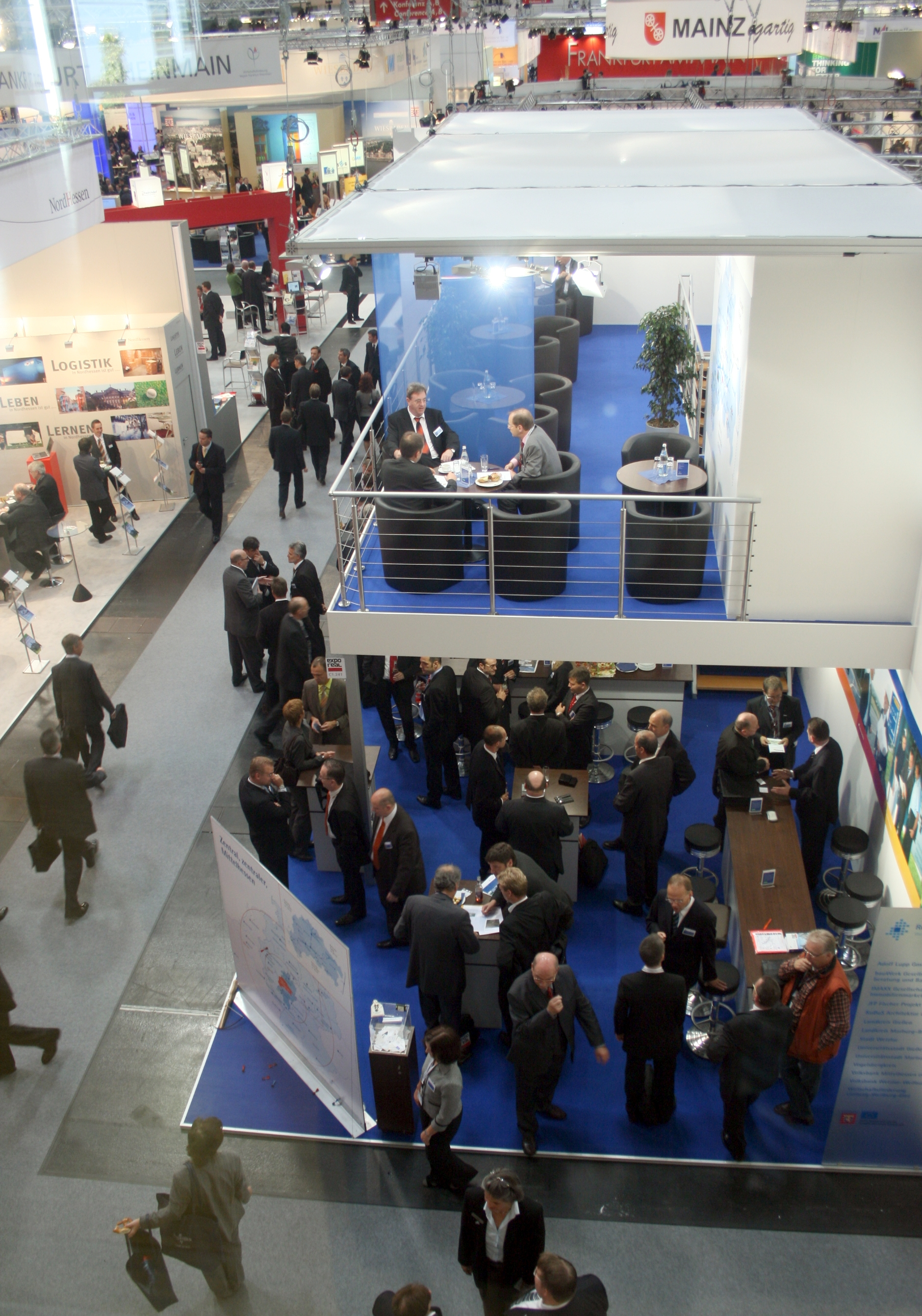
EXPO REAL 2007

EXPO REAL est le plus grand salon de l’immobilier d’entreprise en Europe[réf. nécessaire]. Il a lieu tous les ans depuis 1998, début octobre, dans l’enceinte du Nouveau Parc des Expositions de Munich. Organisé par le groupe Messe München International, le salon EXPO REAL est focalisé sur le développement de projets, le conseil, l’investissement et le financement immobiliers.
Expo Real 2009 a occupé une surface d’exposition avoisinant les 63 000 m2 et accueilli plus de 1 580 entreprises de 34 pays ainsi que plus de 21 000 visiteurs professionnels de 73 pays. La prochaine édition d’EXPO REAL se déroulera du 4 au 6 octobre 2010.

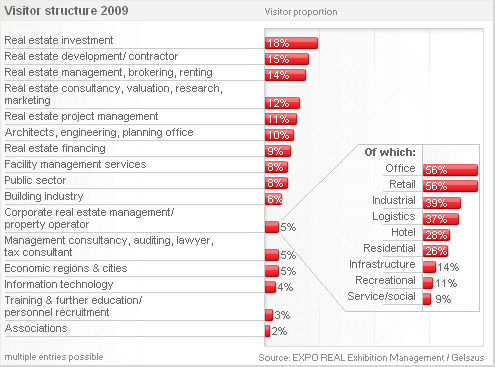
Visitor structure - EXPO REAL 2009

## Ressources internes
- Site Web d’EXPO REAL
- Statistiques des salons 2007 à 2009 dressées par FKM